# Ceraphron squamiger
Ceraphron squamiger är en stekelart som beskrevs av Jean-Jacques Kieffer 1907. Ceraphron squamiger ingår i släktet Ceraphron och familjen pysslingsteklar. Inga underarter finns listade i Catalogue of Life.